# Christian Julius de Meza
Christian Julius de Meza (Helsingør, 1792 – Copenaghen, 1865) è stato un generale danese.
Soldato semplice dal 1804, nel 1848 divenne generale e combatté la prima guerra dello Schleswig, riportando numerose vittorie.
Ispettore generale dell'esercito danese dal 1856 al 1858, allo scoppio della seconda guerra dello Schleswig (1864), gli fu affidato il comando supremo delle truppe, ma venne sconfitto dal celebre generale tedesco Friedrich von Wrangel.